# Gele muntjak van Borneo
De gele muntjak van Borneo (Muntiacus atherodes)  is een zoogdier uit de familie van de hertachtigen (Cervidae). De wetenschappelijke naam van de soort werd voor het eerst geldig gepubliceerd door Groves & Grubb in 1982.